# 865 (numero)
Ottocentosessantacinque (865) è il numero naturale dopo l'864 e prima dell'866.

## Proprietà matematiche
- È un numero dispari.
- È un numero composto, da 4 divisori: 1, 5, 173, 865. Poiché la somma dei suoi divisori (escluso il numero stesso) è 179 < 865, è un numero difettivo.
- È un numero semiprimo.
- È un numero odioso.
- È un numero intero privo di quadrati.
- È un numero di Proth.
- È un  numero palindromo e un numero ondulante nel sistema di numerazione posizionale a base 11 (717), a base 24 (1C1) e in quello a base 27 (151).
- È parte delle terne pitagoriche (260, 825, 865), (287, 816, 865), (504, 703, 865), (519, 692, 865), (865, 2076, 2249), (865, 14952, 14977), (865, 74820, 74825), (865, 374112, 374113).

## Astronomia
- 865 Zubaida è un asteroide della fascia principale del sistema solare.
- NGC 865 è una galassia spirale della costellazione del Triangolo.
- IC 865 è un oggetto astronomico sconosciuto.

## Astronautica
- Cosmos 865 è un satellite artificiale russo.

## Altri ambiti
- Code page 865 è una codifica di caratteri.
- New Brunswick Route 865 è una strada nel Nuovo Brunswick, Canada.
- Farm to Market Road 865 è una strada in Texas, Stati Uniti d'America.
- Hokkaido Prefectural Road Route 865 è una strada in Ishikari - Sapporo, Giappone.
- RS-865 è una autostrada nel Rio Grande do Sul, Brasile.